# Cantó de Dreux-Sud
El cantó de Dreux-Sud és un cantó francès del departament d'Eure i Loir, situat al districte de Dreux. Té 5 municipis i part del de Dreux.

## Municipis
- Aunay-sous-Crécy
- Dreux (part)
- Garnay
- Marville-Moutiers-Brûlé
- Tréon
- Vernouillet

## Història
| Data d'elecció                           | Identitat        | Partit | Qualitat |
| ---------------------------------------- | ---------------- | ------ | -------- |
| 1973-1998                                | Maurice Legendre | PS     |          |
| 1998-                                    | Daniel Frard     | PS     |          |
| les dades anteriors no són pas conegudes |                  |        |          |
|                                          |                  |        |          |